# Ningyōchō (metropolitana di Tokyo)
La stazione di Ningyōchō (人形町駅?, Ningyōchō-eki) è una stazione della metropolitana di Tokyo. Si trova a Chūō. La stazione è servita sia dalle linee della Tokyo Metro che da quelle della Toei. A circa 500 metri si trova la stazione di Suitengūmae, dove è possibile prendere la linea Hanzōmon.